# Nederhemert Noord-Zuid

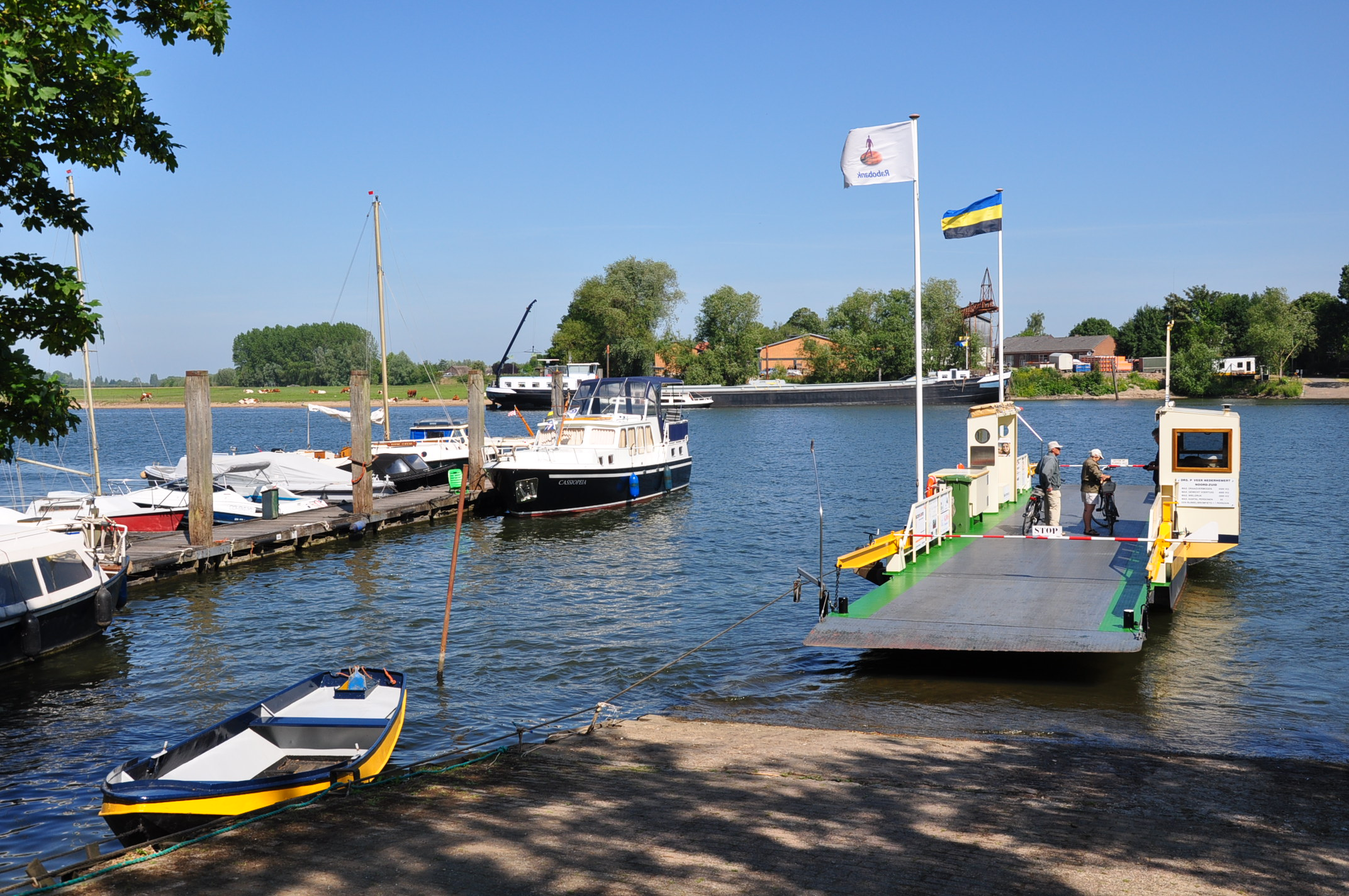
Drs.P Veer te Nederhemert

Nederhemert Noord-Zuid in de volksmond: noord of zuid (D'ailaand) is een veerdienst die sinds 1480 wordt onderhouden voor verkeer tussen het noordelijke en het zuidelijke deel van Nederhemert in de Nederlandse provincie Gelderland. Nederhemert wordt in twee delen gescheiden door de Afgedamde Maas, ook wel de Dode Maas genaamd, dat eindigt in het strandbad van Well, ook wel het Gat genoemd. Nederhemert-Zuid, het kleinere deel van het dorp, ligt samen met de buurtschap Bern in de gemeente Zaltbommel op het zogenaamde Eiland. De veerdienst wordt geëxploiteerd door Stichting Het Veer - Nederhemert. De ervaring leerde dat naast de auto's meer dan 80% voetgangers en fietsers worden overgezet.
Het veer vaart niet op zondag, met uitzondering van de eerste zondag van de maand (uitgezonderd januari) voor kerkgangers, wanneer de Hersteld Hervormde kerk van Nederhemert 's middags een kerkdienst houdt in de kerk in Nederhemert-Zuid.
De naam van de pont is Drs.P Veer Nederhemert, genoemd naar Drs. P (artiestennaam van Heinz Hermann Polzer). Dit naar aanleiding van diens gedicht Veerpont (Heen en weer).
De kabelpont heeft een elektrische buitenboordmotor van 5 kW, gevoed door een 600 Ah accuset. Het laden geschiedt 's avonds en 's nachts vanaf de wal. De brandstofkosten zijn hierdoor extreem laag. Het schip van 23,5 ton is in 1991 gebouwd door de leerlingen van de bedrijfsschool van de Verolme Scheepswerf Heusden B.V., en mag maximaal 65 personen of in totaal 6500 kilo vervoeren.